# Hucbaldus
Latinos névformában Hucbaldus vagy Ubaldus, németesen Hucbald, Hugbald, Hubald (Fleurus, 840 körül – Abtei Saint-Amand, 930. június 20.) középkori francia szerzetes, zenetudós.
Nevers városában tanult nagybátyjától, Milótól, akinek énekiskolája volt. Milo halála után Hucbald lett az utóda a zeneiskola élén. Gerbert, a későbbi II. Szilveszter pápa Hucbaldnak tulajdonítja nemcsak a De harmonica institutione című értekezést, hanem a Musica enchiriadis (más nevein Enchiridion musicae, Liber enchiridis) írást is. Ez utóbbiról az újkori tudósok kimutatták a szerzőség tévességét. (Hans Müllerː Hucbalds echte und unechte Schriften über Musik, Lipcse, 1884) Eszerint tehát a több szólamú zene és az úgynevezett Dasia-hangjelzés, nem tulajdoníthatóak többé Hucbaldnak, ugyanakkor az ő érdeme marad a mai hangjegyírásban is nélkülözhetetlen vonalrendszer bevezetése.